# Колчев, Григорий Семёнович
Колчев, Григорий Семёнович — советский железнодорожник, Герой Социалистического Труда.

## Биография
Родился в 1908 году. Закончил Томский техникум железнодорожного транспорта. Работал на станциях «Камала», затем — «Тайга», сначала ревизором, а в годы войны — маневровым диспетчером. Руководил Тайгинским отделением, был заместителем начальника Томской железной дороги по кадрам. С 1951 по 1961 годы — начальник Новокузнецкого отделения Западно-Сибирской железной дороги. В 1959 году получил звание Героя Социалистического Труда. Был депутатом Кемеровского областного совета 4-8 созывов. Умер в 1977 году в Новокузнецке.

## Награды
- Орден Трудового Красного Знамени
- Орден Ленина
- Орден Знак Почёта

## Память
31 января 2020 года в Новокузнецком центре организации работы железнодорожных станций была устанволена мемориальная доска в память о Григории Семёновиче Колчеве